# Дом генерала Курнакова
Дом генерала Курнакова — здание по улице Атаманской, 28 в Новочеркасске Ростовской области. Упоминается во многих исторических документах и числится среди достопримечательностей города. В нем отмечались все важные и знаменательные события войсковой знати.

## История
Дом генерала Семёна Курнакова появился одним из первых в Новочеркасске. Он был построен в 1810 году, упоминается документах, датируемых 10 июня 1812 года в которых современники отзываются о строении как об одном из лучших в городе. Владелец дома часто решал вопросы, связанные со строительством архитектурных сооружений в Новочеркасске. 9 мая 1817 года в этом доме было организовано пышное празднование: женился сын атамана Иван Матвеевич. Невестой была внучка атамана Степана Даниловича Ефремова. В 1818 году в генеральском доме устроили бал в честь приезда в город Александра I. Спустя время здание оказалось в собственности казака Шейкина. Он перестроил бывший генеральский дом, и в 1870-х годах это здание уже было известно как гостиница «Европейская». Под гостиницу здание было перестроено в 1873 году. В ней останавливались преимущественно представители творческих профессий. 
После перестройки внешний вид здания оставался неизменным. Поскольку здание  стоит на неровной местности, то со стороны Атаманской улицы здание в два этажа с нарастающим по высоте цоколем и шестиколонным портиком по центру переходит в трехэтажное. За мощными, высотой в два этажа, колоннами с капителями, был широкий просторный балкон с коваными металлическими решетками. Вход в гостиницу в  находился с северного крыла здания и был оформлен навесом на металлических колонках. Узкий, с крутыми ступенями, вход в здание по центру портика, вероятно, был сделан в 20-х годах XX века. Со стороны Александровской улицы, благодаря рельефу, гостиница имела три этажа. Из окон южного фасада открывался вид на степные просторы,  весной превращающиеся в водную гладь. Новым элементом дома был транспарант, установленный с внешней стороны колоннады, оповещающий, что это «Европейская гостиница». В свое время гостиница Европейская была самой большой в Новочеркасске. В гостинице было сорок номеров, ресторан для требовательных постояльцев. Долгое время владельцем гостиницы был С. И. Крылов,  который с 1896 до 1913 года держал в своих руках театральное дело Новочеркасска. Семен Иванович благоволил искусству. Поэтому в «Европейской» часто и подолгу жили новочеркасские артисты, находили крышу над головой бывшие деятели культуры. 
В разное время в гостинице  останавливались певцы Федор Шаляпин, Леонид Собинов, литераторы Александр Куприн, Владимир Гиляровский. В гостиничном ресторане бывали жившие в Новочеркасске художник Иван Крылов, писатель Александр Серафимович, драматург Константин Тренев, музыканты Михаил Эрденко и Константин Думчев.
В 1930-х годах гостиница была преобразована в студенческое общежитие, потом здание было передано сотрудникам института и  бывшая гостиница превратилась в коммуналку. В 2004 году здание перешло на баланс города. 
В дальнейшем здание было вновь передано под общежитие для учащихся Южно-Российского государственного технического университета. В здании был сделан капитальный ремонт.

## Описание
Каменный двухэтажный дом с высоким цоколем, балконом, колоннами больших размеров, четырехскатной крышей. Изначально перед домом была площадка с лавочками, сейчас на ее месте располагается Александровский сад. У балкона большая металлическая ажурная ограда. Фасад дома прорезают многочисленные окна. Дом украшают межэтажный и венчающий карнизы. После ремонта здание было окрашено в оранжевый цвет с выделением архитектурных деталей белым цветом.